# ジャパニーズ・ティー・ガーデン

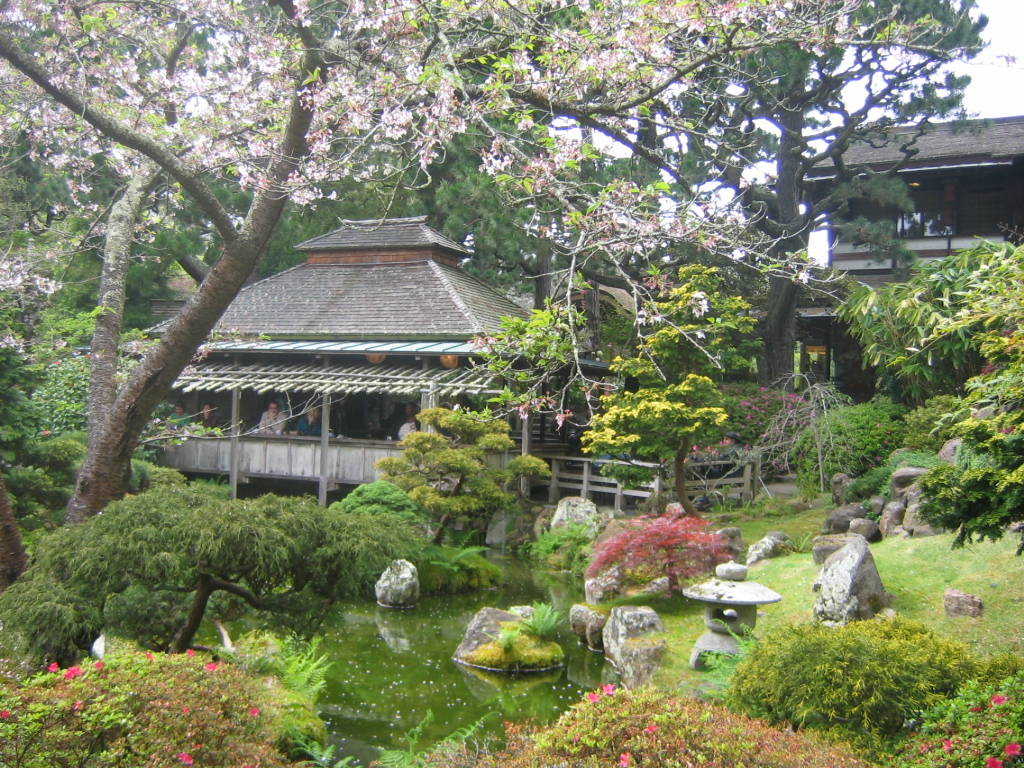
池と茶亭。ジャパニーズ・ティー・ガーデンは、ゴールデンゲート・パークの中でも人気の場所である。

ジャパニーズ・ティー・ガーデン（英語: The Japanese Tea Garden）は、アメリカ合衆国カリフォルニア州サンフランシスコにある日本庭園。ゴールデン・ゲート・パークの一部を構成する。1894年に開かれた国際博覧会の際に造園され、公共の日本庭園としては米国で最も長い歴史を持つ。およそ20,000平方メートルの敷地には、池や建築物、多くの小径や橋が配置され、日本や中国の植物が植えられている。この庭園は「日本茶庭園」「日本茶園」「日本庭園」などの名で紹介されることもある。

## 歴史

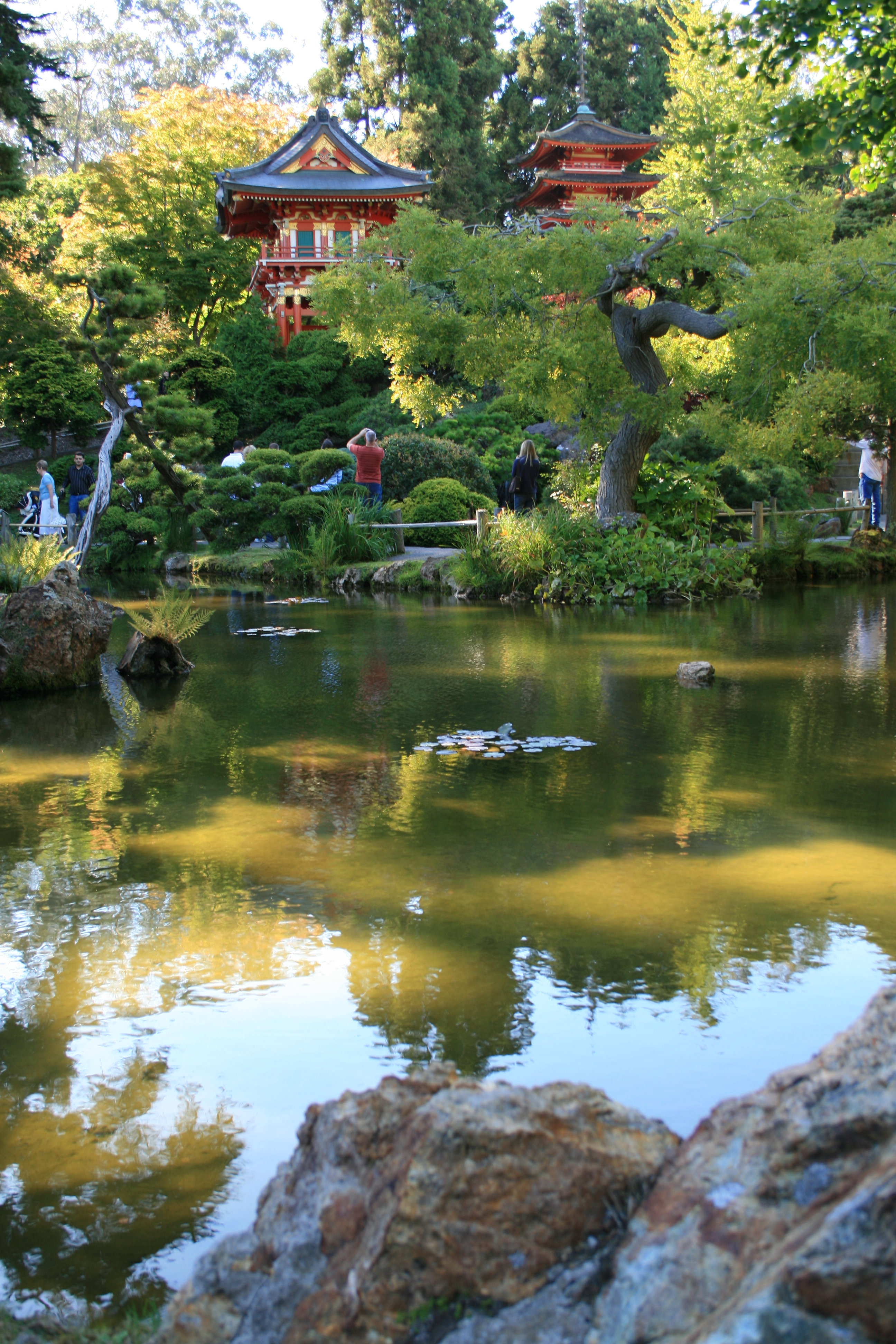
池と木立の間に日本的な建築物が並ぶ

1894年、前年に行われたシカゴ万国博覧会に倣い、ゴールデン・ゲート・パークを会場としてカリフォルニア冬季万国博覧会（英: Midwinter Fair）が開催された。この博覧会のための一時的なアトラクションとして造られたものが、この庭園の起源である。その際、日本から宮大工の中谷新七(1846-1922)が招聘され、中谷は私財を投げ打って最高級の資材を調達し、サンフランシスコへ輸送した。庭師には、のちにメキシコシティにジャカランダ並木を作ったことなどで知られる松本辰五郎がいた。博覧会での好評で北南米の富裕層に日本庭園が流行し、松本もペルーやメキシコの富豪に招かれて庭造りに従事、その後定住して造園業で成功した。
博覧会の終了後、サンフランシスコで料理店を一時経営していた日本人移民の萩原真(1857-1925)は、ゴールデン・ゲート・パークの設計者・運営者であるジョン・マクラーレンに対し、この庭園を恒久的な公園の一部にするよう提案した。当時アメリカでは異国情緒あふれる日本庭園に料亭や茶店を加えた施設が好評を得ていたため、萩原もそうした事業展開を考えてのことであり、庭園内の茶屋で煎茶と瓦煎餅を提供した（前年のシカゴ万博で日本館の敷地に茶店がいくつか立ち、萩原はそこで働いていたとも言われる）。1895年から1925年まで、萩原は庭園の公的な管理人（caretaker）を務め、庭園を運営した。萩原は庭園のために、今日庭園の名物となっている金魚や、1000本以上の桜をはじめとするさまざまな動植物を日本から取り寄せた。萩原のもと、庭師たちは庭園の拡充・整備に取り組み、現在の景観をつくり上げていった。園内にある五重塔は、1915年のサンフランシスコ万国博覧会（パナマ太平洋国際博覧会）において、日本から送られた資材で建設された展示物を移築したものである。
1925年に萩原真が没した後も、その家族は園内に暮らし、庭園の維持・運営に従事していた。しかし、第二次世界大戦における日米開戦後の1942年、大統領令9066号によって萩原家の人々はほかの日系人とともに収容所に移転させられた（日系人の強制収容参照）。ジャパニーズ・ティー・ガーデンも「オリエンタル・ティー・ガーデン」（Oriental Tea Garden）に改名された。園内のティーハウスの運営も萩原家から中国人の手に渡った（2007年時点では引き続き中国人が経営)。
日本人の強制収容中に庭園内の多くの工芸品が盗難に遭ったが、戦後の1949年、S & G Gump Company によって、青銅製の仏像が寄贈された。この仏像は、1790年に但馬国で鋳造されたものである。1952年、「ジャパニーズ・ティー・ガーデン」の名が公式に復活した。
1953年には、桜井長雄設計による枯山水式の「禅ガーデン」（Zen Garden）が造園された。桜井はまた、庭園の正面部分の改修を行っている。約4トン（9000ポンド）の「平和の灯籠」（Lantern of Peace）が日本から寄贈されたのもこの時である。サンフランシスコ講和条約を記念したこの灯籠は日本の子供の募金によってまかなわれたもので、未来の世代の友好を象徴する意味が込められている。

## フォーチュン・クッキーとの関係

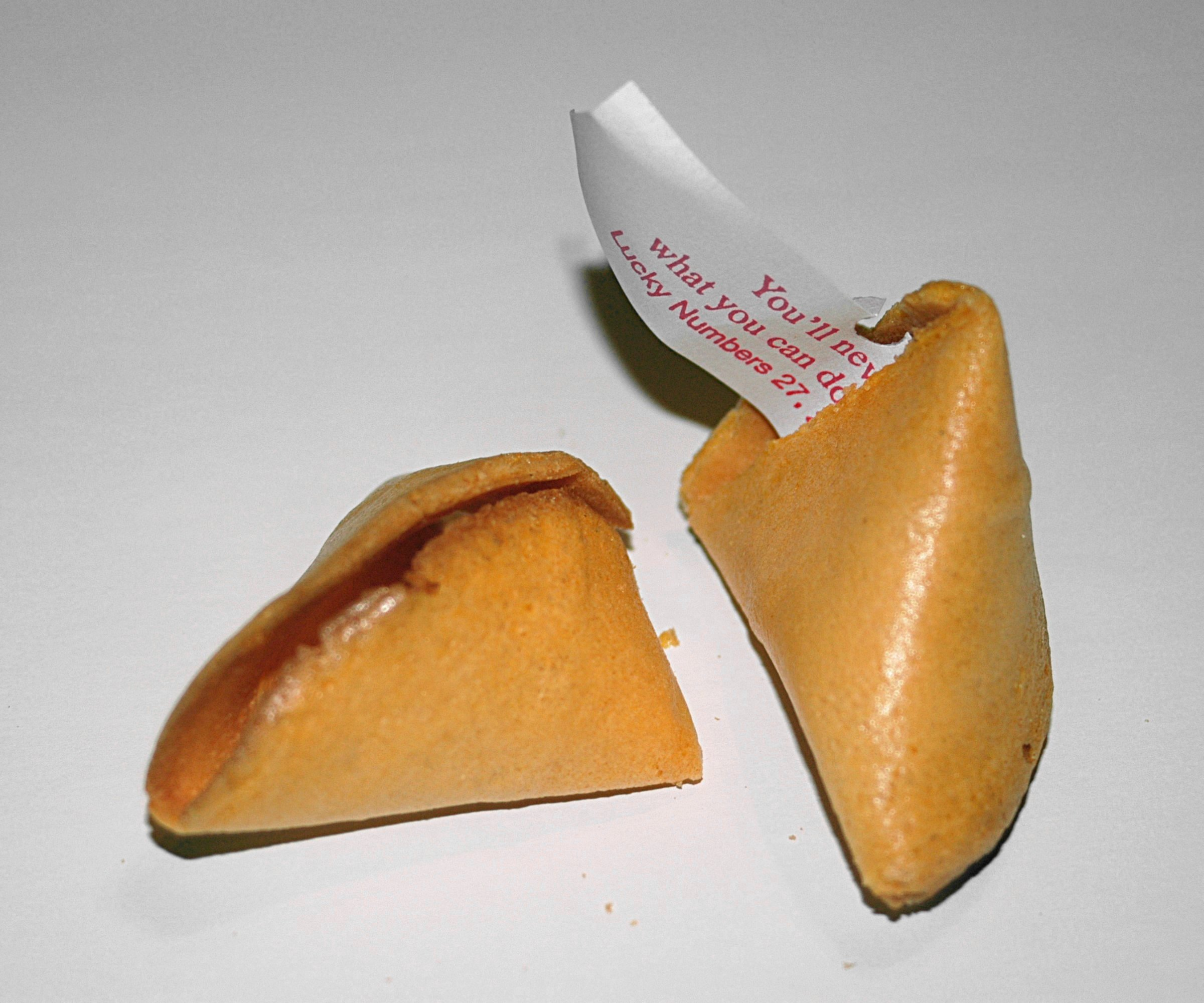
フォーチュン・クッキー

萩原真はこの庭園を訪れた客に、言葉を記した紙を入れた煎餅を提供して好評を博した。この煎餅は、サンフランシスコの和菓子店・勉強堂が焼いたものであった。今日「フォーチュン・クッキー」として知られる煎餅の形状や発想は、日本の辻占煎餅に遡ることができる。萩原ほか、日本人経営のレストランでも出し始め、その後中国人経営の店にも広まった。カリフォルニア州の中華街でこれを知ったアメリカ人（主に米兵）によって全米の中華レストランに広まった。
萩原真の子孫たちは、日本の煎餅をアメリカに紹介し、「フォーチュン・クッキー」として広めた功績を萩原真に帰している。この見方に従えば、この庭園は北米におけるフォーチュン・クッキーの「発祥の地」ということになる。

## ギャラリー

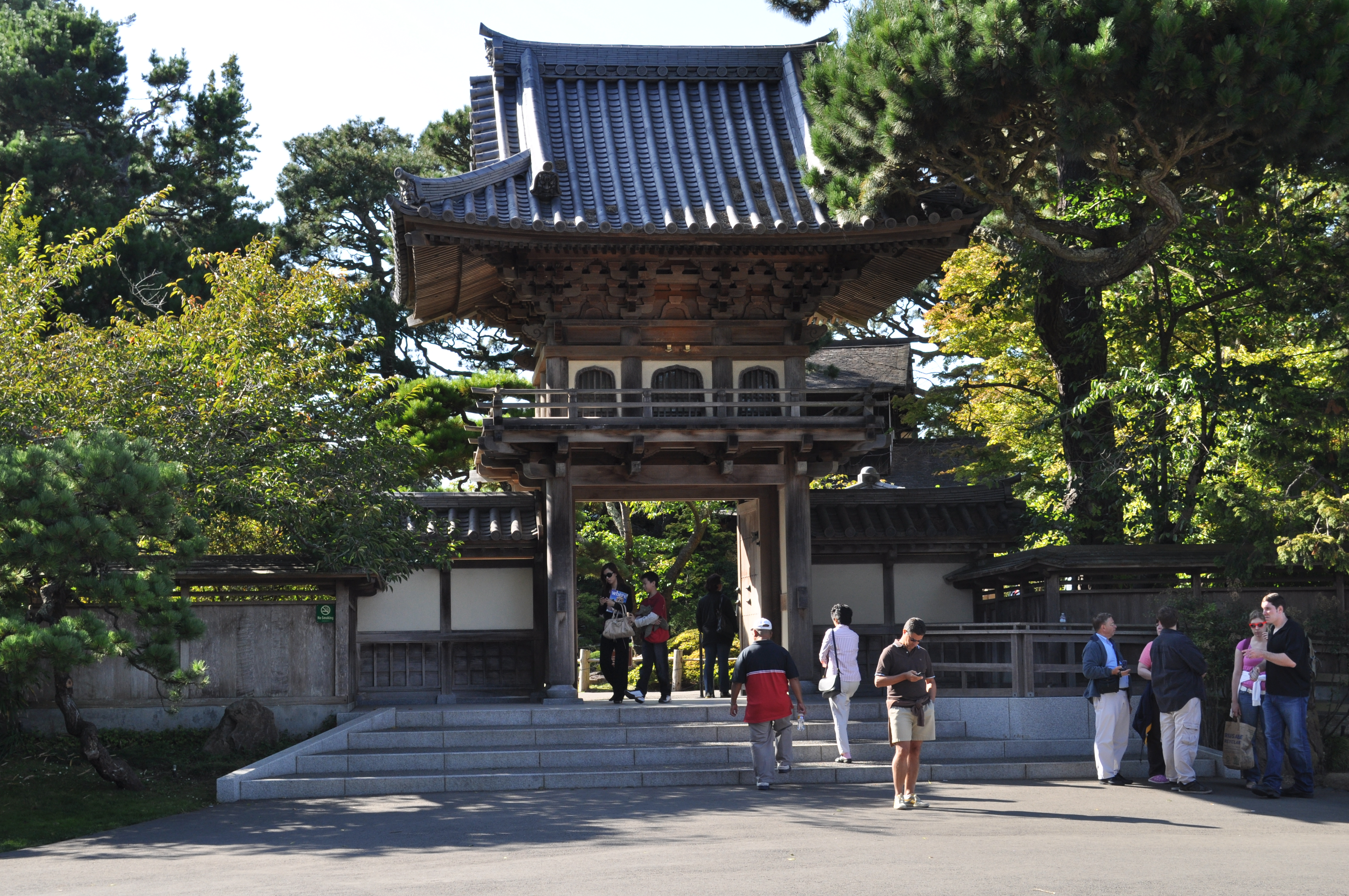
庭園の入り口
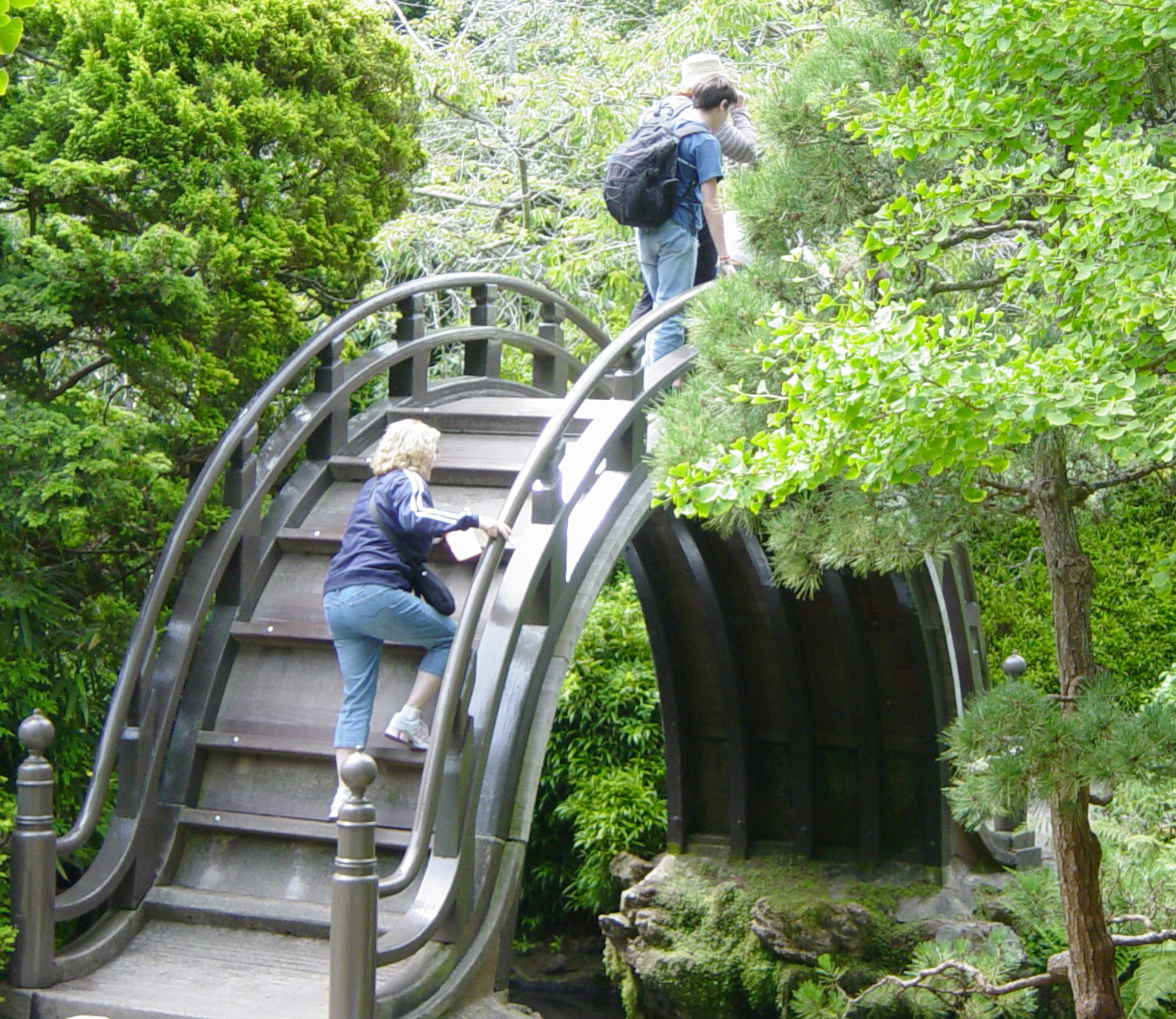
Moon bridge（太鼓橋）
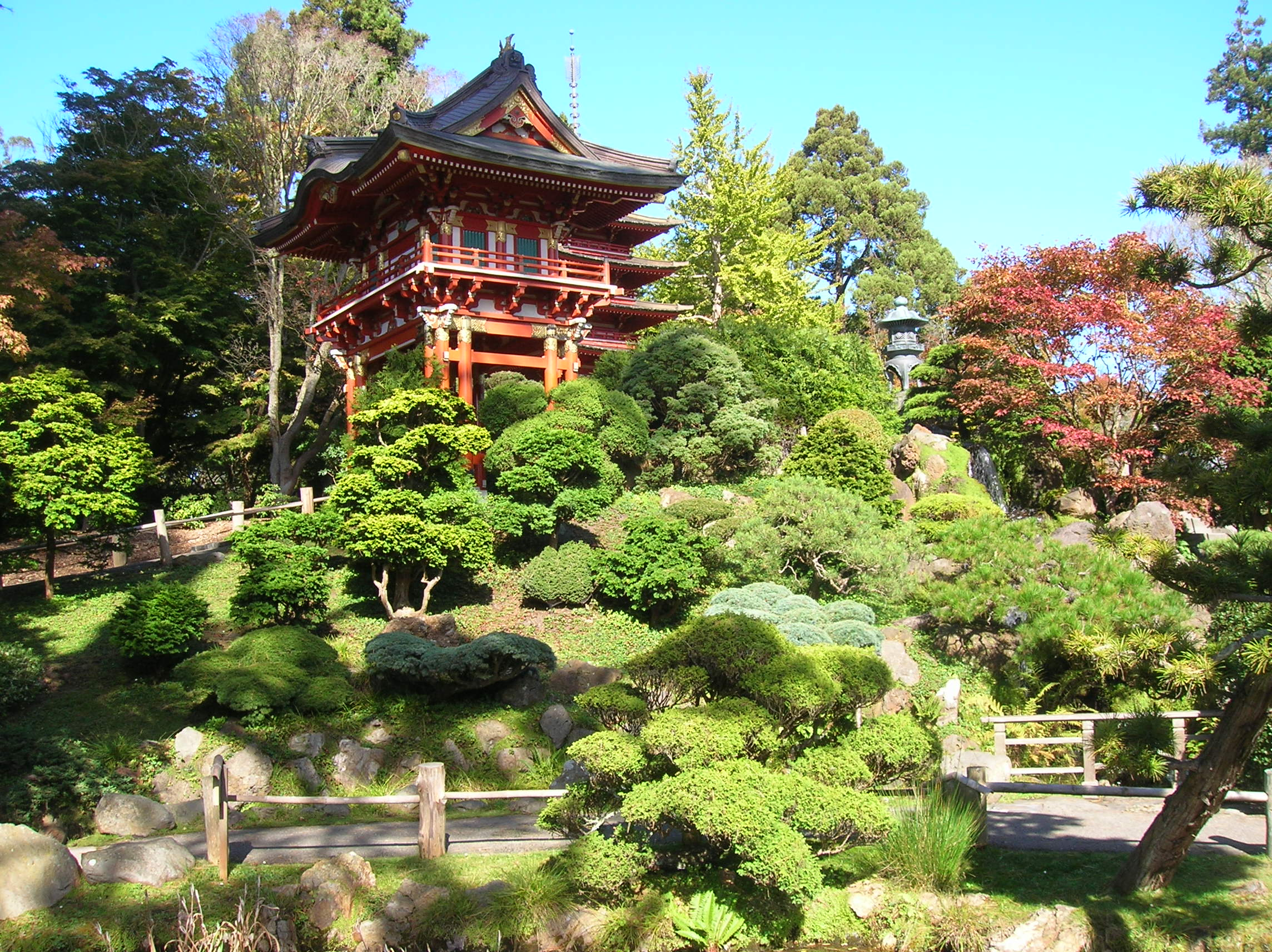
日本的な建築物
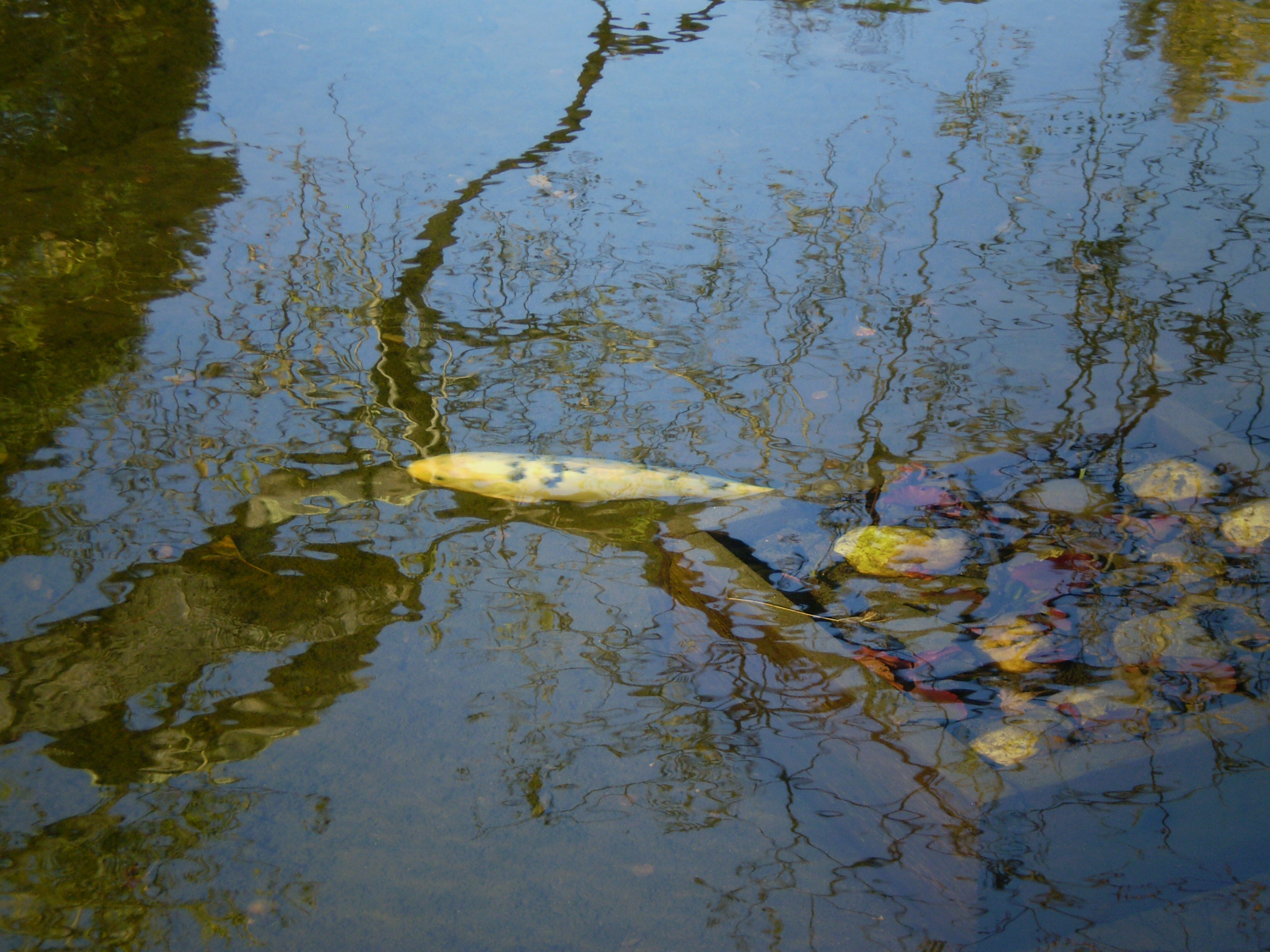
池にはコイが泳ぐ
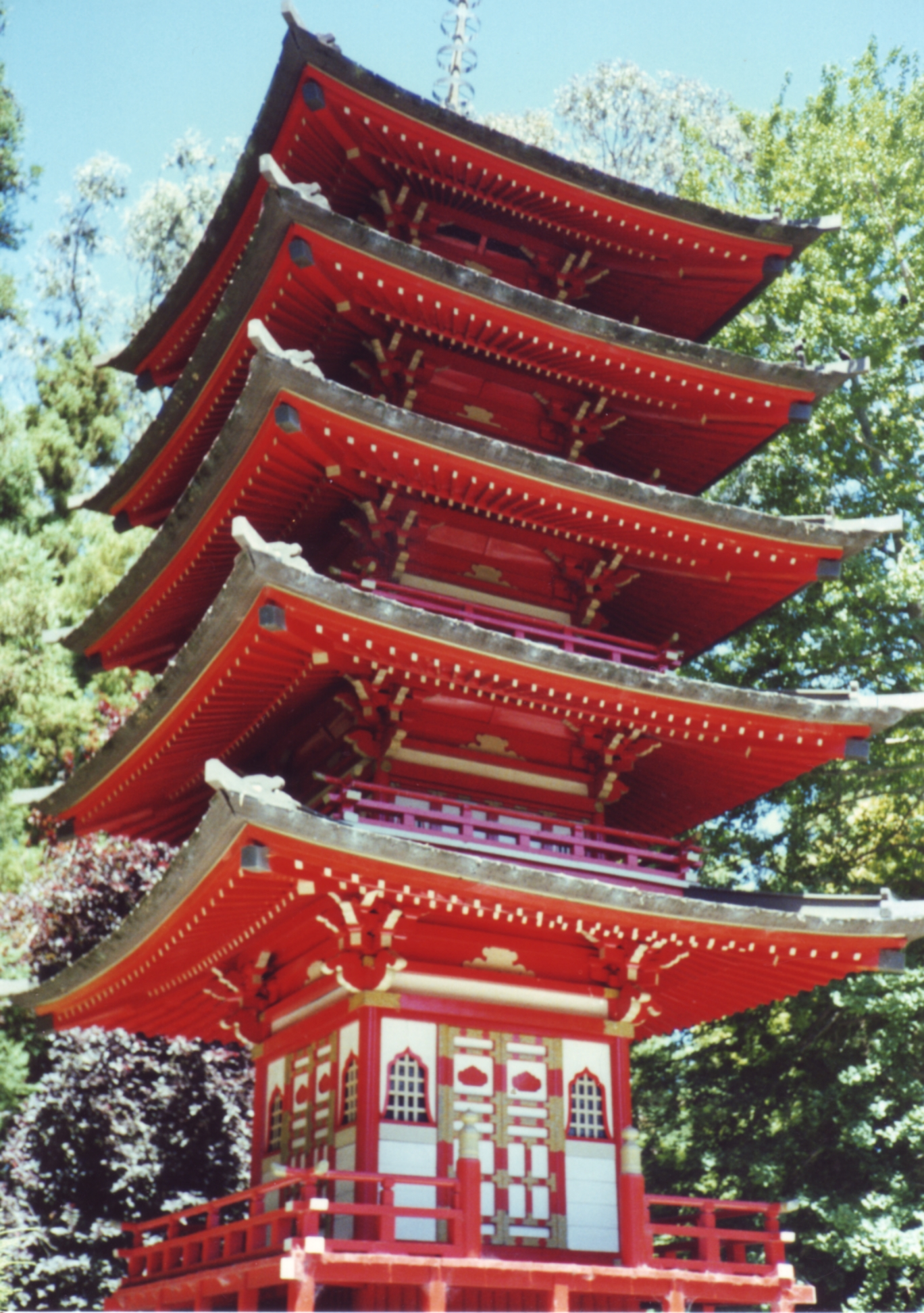
五重塔
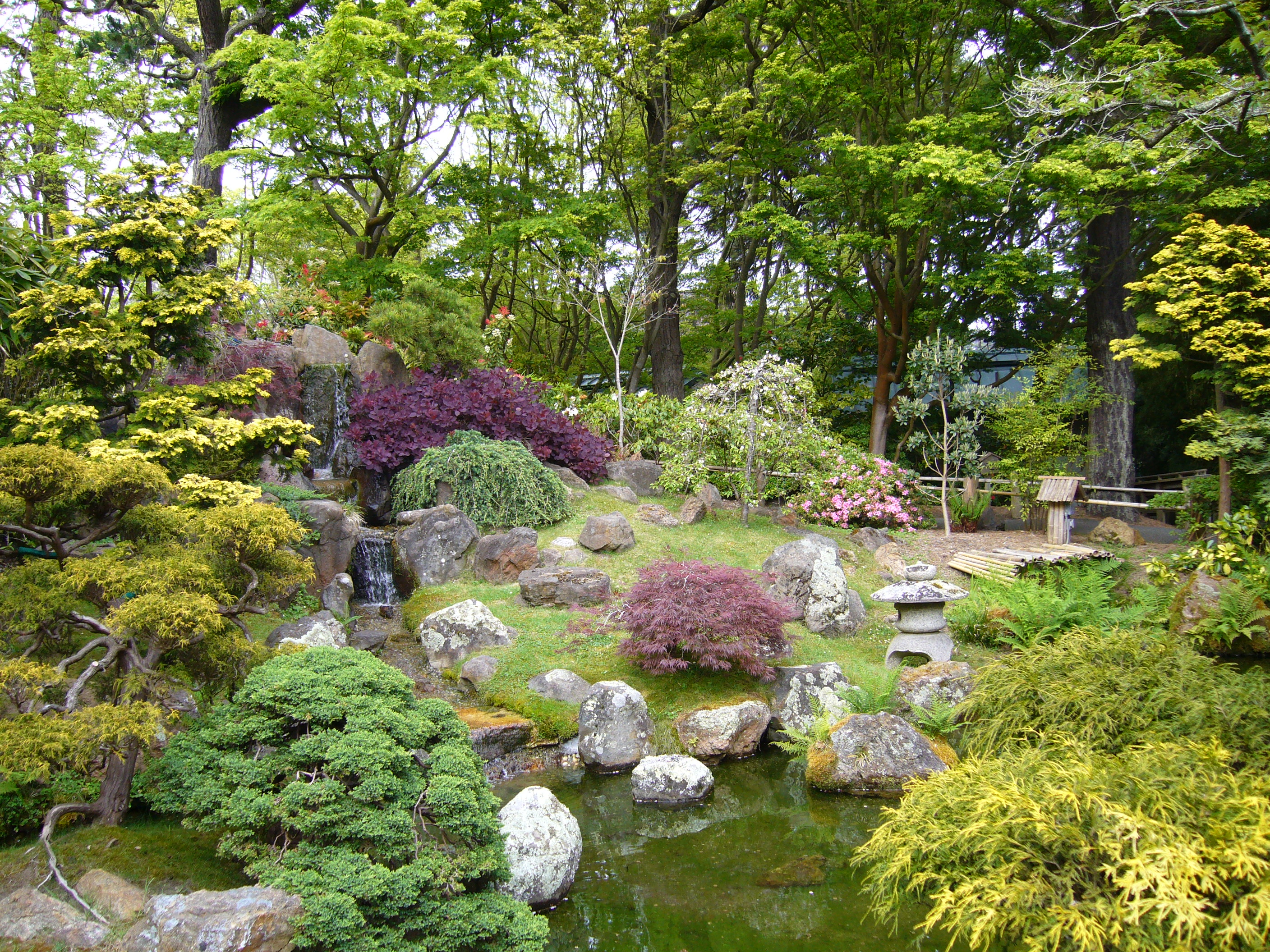
滝と植栽
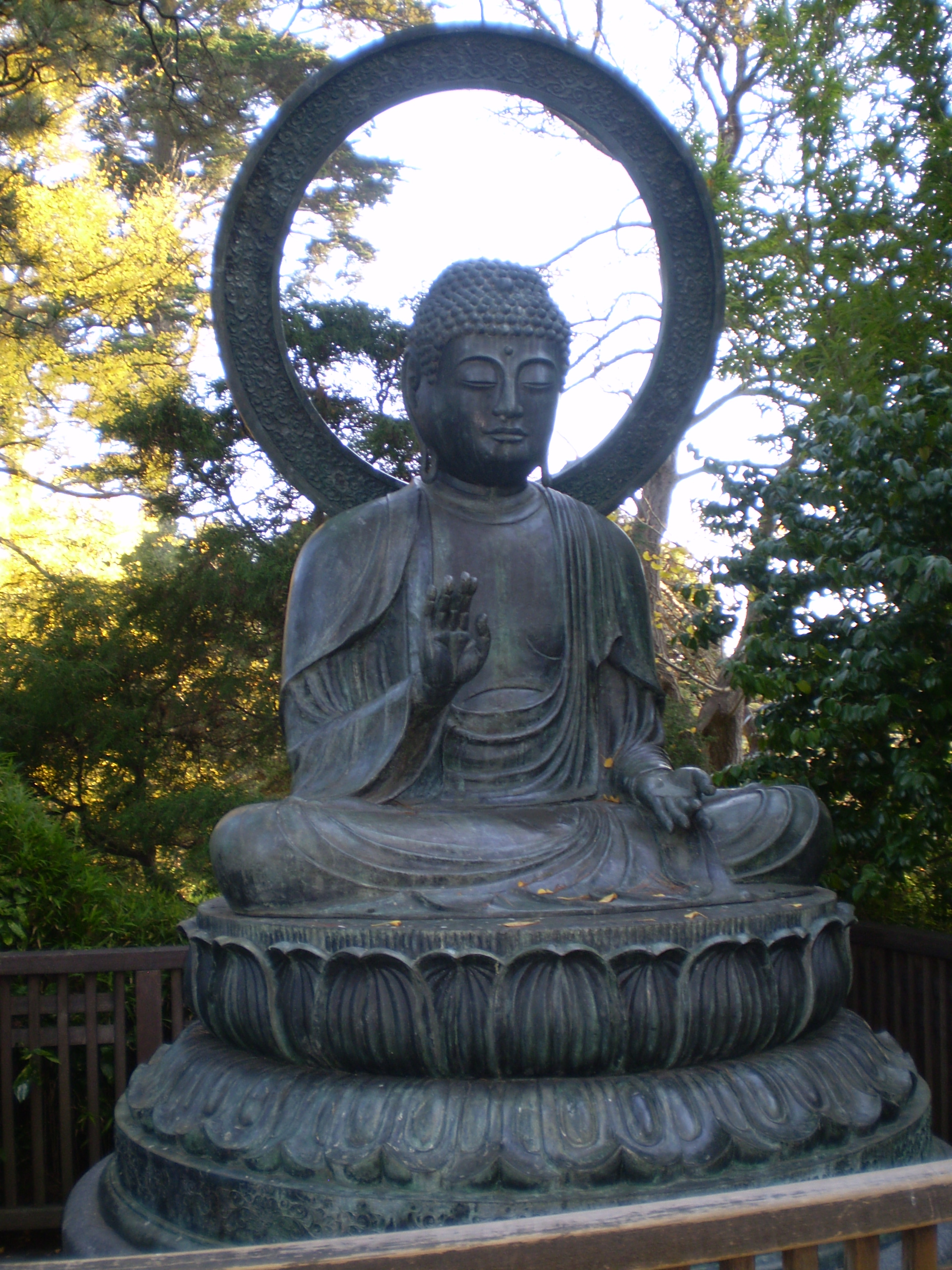
青銅の仏像
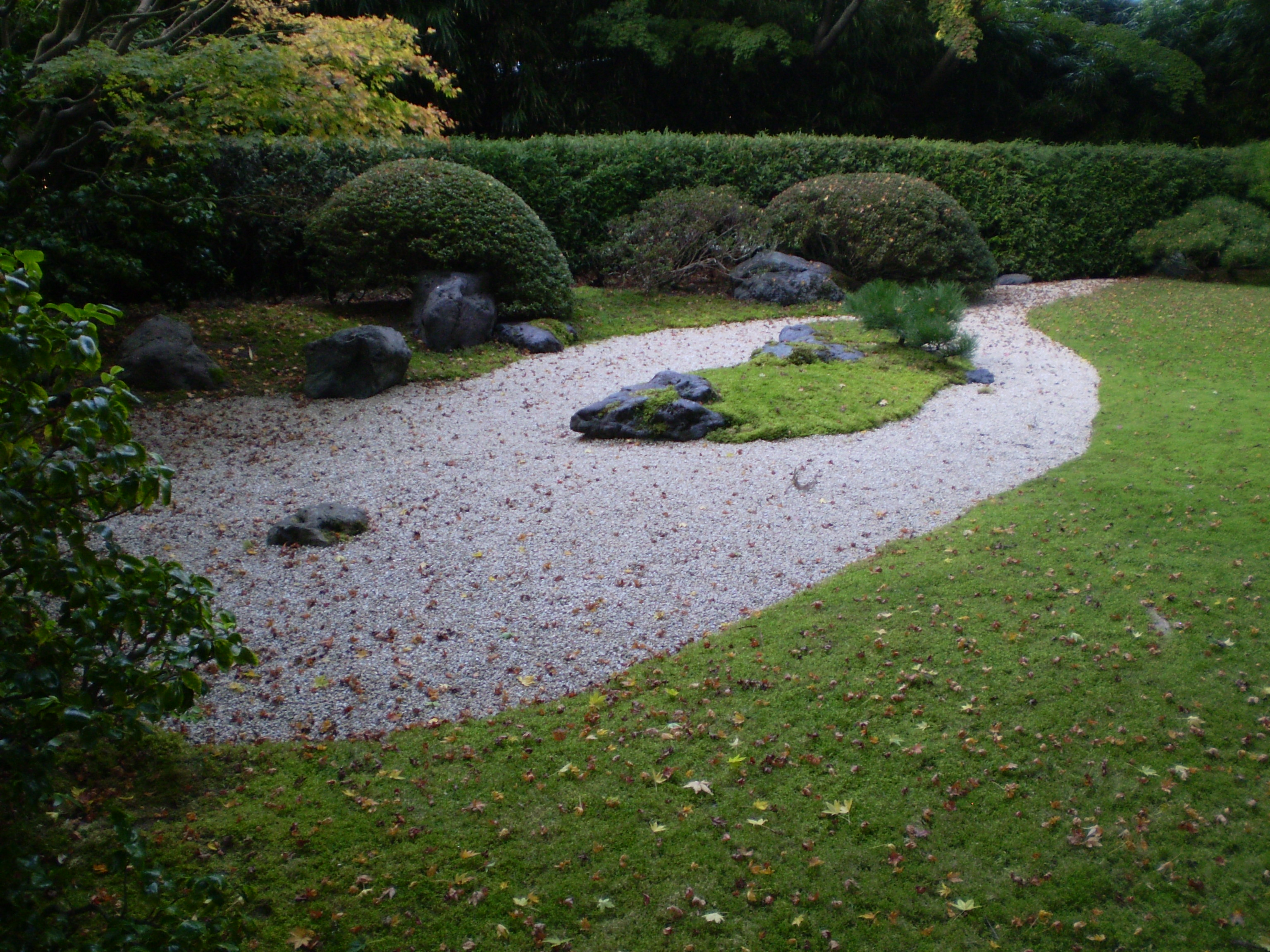
禅ガーデン